# Čipová karta
Čipová karta (anglicky smart card) je plastová karta kapesní velikosti s integrovaným obvodem (čipem), který je schopen zpracovávat data. To znamená, že zařízení je schopno přijmout data, zpracovat je a vrátit požadované informace. Čipové karty je možné rozdělit na paměťové a mikroprocesorové. Karty jsou většinou vyrobeny z PVC nebo ABS. Mohou obsahovat hologram a jiné bezpečnostní prvky znesnadňující jejich padělání. Používají se také tam, kde je potřeba spolehlivé a bezpečné autentizace.

## Vývoj

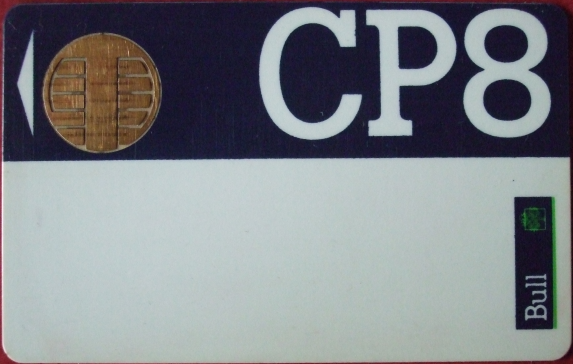
Karta CP8 monochip (1983).

První zmínka o využití karet s „autentizací" pro bankovní operace se objevila v utopickém románu Looking Backward v roce 1887, jehož autorem byl americký autor Edward Bellamy. Praktický pokus o zavedení kreditní karty bez čipu a magnetického pásku proběhl roku 1958. Teprve v letech 1968 a 1969 němečtí elektroinženýři Helmut Gröttrup a Jürgen Dethloff společně vyplnili patenty na automatickou čipovou kartu. Následný zásadní patent pro čipové karty s mikroprocesorem a pamětí patentoval Jürgen Dethloff v roce 1978.
Koncept samotné paměťové karty je připisován francouzskému vynálezci Rolandu Morenovi, na jehož podkladě byl v laboratořích Honeywell vytvořena první mikroprocesorová čipová karta. Ta byla roku 1978 patentována a dala tak potřebný základ architektury čipu. O tři roky později použila technologii firma Motorola v kartě s označením „CP8". Karta „CP8" se stala důležitou pro vývoj současných karet založených na systému veřejného klíče (PKI).
Největší nárůst v používání čipových karet přišel v roce 1990 se zavedením SIM karet používaných v GSM mobilních zařízeních. S rozšířením mobilních telefonů v Evropě se čipové karty stávaly samozřejmostí. Další rozvoj v bankovnictví, když mezinárodní platební systémy MasterCard, Visa a Europay v roce 1993 podepsaly smlouvu na spolupráci při vývoji specifikace pro čipové karty pro platbou s kreditní a debetní kartou. První verze systémů EMV (Europay, MasterCard, Visa) byla spuštěna v roce 1994. Ve většině vyspělých zemích došlo od konce devadesátých let až dodnes k výraznému pokroku v používání EMV kompatibilních zařízení v maloobchodních prodejnách a při vydávání debetních a kreditních karet odpovídajících specifikaci EMV. 

## Využití
Čipové karty lze použít pro nespočet různých služeb, kde je nutná autentizace. Mezi nejznámější patří jejich aplikace jako kreditní karta pro výběr z bankomatů, dále pak využití jako identifikační karta pro přístup k mobilní síti (SIM) nebo karet pro přístup do chráněných areálů.
Čipové karty mohou být také použity jako elektronické peněženky, k placení parkovacích míst. Kryptografický protokol přitom chrání výměnu informací mezí čipovou kartou a autentizačním zařízením. Z hlediska použití lze tyto aplikace roztřídit na několik druhů.

- Finanční služby: Elektronická peněženka, platby přes terminály, kreditní nebo debetní karty, platby přes internet.
- Komunikační služby: Identifikační karty SIM do sítě GSM, ale také přístupové karty do placené, nejčastěji, satelitní televize (Pay-TV).
- Informační bezpečnost: Karty pro přístup do počítačových sítí.
- Řízení přístupu: Zaměstnanecké přístupové karty určující přístup do chráněných areálů. Možné spojení s dalšími typy zabezpečení (Biometrie).
- Doprava: Řidičská oprávnění, karty pro hromadnou dopravu, moduly pro výběr mýtného
- Věrnostní karty: karty obchodních domů pro sběr informací o zákaznících s benefitním systémem.
- Zdravotnictví: Sběr informací o stavu pacienta, ověření zdravotního pojištění. [6]

Z hlediska typu komunikace rozeznáváme:

### Kontaktní čipové karty
Karty mají kontakt o velikosti přibližně jeden čtvereční centimetr s pozlacenými kontaktními ploškami. Plošky poskytují elektrické propojení po vložení do čtečky, která jsou použita jako komunikační médium mezi čipovou kartou a zařízením (počítačem, bankovním terminálem nebo mobilním telefonem). Karty neobsahují baterie, napájení je přes čtečku. Komunikace mezi kartou a čtečkou u kontaktních karet je založena na normě ISO/IEC 7816. Pro komunikaci je použit protokol APDU. Pomocí příkazů tohoto protokolu lze číst a zapisovat data na čipovou kartu. Maximální přenosová rychlost u této komunikace je 115 kb/s.

### Bezkontaktní čipové karty
Bezkontaktní čipové karty, nevyžadující fyzický kontakt mezi čtečkou a kartou, byly rozvinuty firmami Visa a MasterCard během let 2004 až 2006 v USA. V současnosti se používají především pro placení vstupenek či jízdenek. Dále jsou známé aplikace pro identifikaci osob (řidičské průkazy, nemocniční průkazy pacientů).

Karty komunikují pomocí bezdrátové technologie s přenosovou rychlostí 106–848 kbit/s. Napájení je pomocí bezdrátové indukce z terminálu.

## Identifikace
V čipových kartách se nejčastěji využívá digitální identifikace, kdy se autentizuje identita karty. Nejběžnějším příkladem autentizace je ověření pomocí veřejného klíče PKI. Karta má uložen zašifrovaný digitální certifikát s relevantními informacemi od poskytovatele, které jsou ověřovány při komunikaci.
Digitální certifikát obsahuje následující informace:
- identifikační informace o uživateli
- veřejný klíč uživatele
- digitální podpis, který ověřuje, že certifikát byl vydán certifikační společností.
- časový údaj o vypršení certifikátu[11]

## Funkce
Klasickou čipovou kartu reprezentuje typicky paměť pro uložení informací a také výpočetní jednotka pro zpracování dat. Informace jsou uloženy na mikročipu a mohou být přečteny jen při komunikaci s operačním systémem karty. Tím je zajištěna bezpečnost, protože uživatel musí zadat heslo, aby se mohl dostat do určitých částí paměti čipu. Dalším měřítkem bezpečnosti je šifrování. To umožňuje uložit data a využít je v případě potřeby.
Pro komunikaci s kartou se používá čtečka, která přijímá a vysílá příkazy pro kartu na základě protokolu APDU. Čtečky je možné připojit k počítači pomocí různých rozhraní (USB, PCMCIA, RS232) nebo mohou být samotnou součástí zařízení (bankomat, notebook) a mohou mít rozšířené možnosti zabezpečení jakým je zadávání PIN kódu nebo autentizace otiskem.

## Problémy
Karta z plastické hmoty, do které je čip vložen, je velice pružná, a proto čím je čip na kartě větší, tím je větší pravděpodobnost, že se může při normálním používání nalomit. Nicméně současné čipové karty by měly zvládnout značné zatížení, které je stanoveno normou.
Použití inteligentní karty pro přepravu osob představuje riziko pro soukromí. Je teoreticky možné sledování pohybu osob. Ve Finsku je z tohoto důvodu zakázáno shromažďování těchto informací u dopravců (YTV). Nicméně, majitel má právo obdržet seznam cest zaplacených kartou. Dříve byla tato informace použita při vyšetřování kriminálních činů.

## Bezpečnost
Bezpečnostní otázky čipové karty jsou regulovány mezinárodními normami a předpisy. Nejznámější jsou následující normy.
- ISO / IEC 15408, také známé jako Common Criteria,
- FIPS-140, Federální normy pro zpracování informací.
- EMV, společná norma Europay, MasterCard a VISA pro systémy platebních karet.

Během let se objevilo několik metod útoku na čipové karty. Všechny způsoby útoku jsou zaměřené na možnosti narušení konstrukce.
- Diferenciální výkonová analýza – hodnotí se průběh spotřeby elektřiny během provádění kryptografických operací.
- Fyzická bezpečnost – po chemickém odstranění ochranných vrstev krystalu se lze připojit pomocí mikroelektrod a dále provést analýzu.
- Neobvyklé provozní podmínky čipových karet – abnormální teploty, napětí a frekvence na svorkách může vést k poruchám v algoritmu a to pak vést k odhalení přístupu k informacím.

Postupně se vyskytují i jiné možnosti narušení. Nedávno byla zveřejněna informace o prolomení protokolu EMV a je teoreticky možné za určitých okolností potvrdit platbu z terminálu i bez zadání správného PIN kódu.

## Design

Rozložení pinů na kartě
VCC: Napájení. RST: Signál reset, pro resetování komunikace. CLK: hodinový signál. GND: Uzemnění (Referenční napětí). VPP: programování stále paměti (EEPROM), C7: sériová komunikace C4, C8: Dva neobsazené kontakty nebo pro externí komunikaci.

Nejdůležitější složkou čipové karty je integrovaný obvod, který určuje možnosti použití čipové karty. Čip je obvykle chráněn uvnitř karty tak, aby byl uzavřený a neviditelný. Kontaktní modul umožňuje připojení k vnějšímu světu, jsou pro něj typické zlaté kontakty,
které jsou nesprávně někdy považovány za samotný čip. Ačkoli běžně používané čipové karty potřebují pro komunikaci pouze pět kontaktů, obsahuje jich kontaktní modul kvůli normě ISO šest nebo osm.

### Formáty
Rozměry karet jsou standardizovány podle ISO 7816. V souladu s tímto standardem se vyrábějí tři typy karet ve třech různých velikostech:
- ID-1: Největší a nejvíce široce použitý formát (85,725 mm × 53,975 mm a 3 3/8" × 2 1/8"), se používá u bankovních karet, telefonních karet, řidičských průkazů EU a dalších. Označuje se také jako velikost kreditní karty.
- ID-00: Průměrná velikost (66 mm x 33 mm), nenašla většího uplatnění.
- ID-000: Nejmenší velikost (25 mm × 15 mm), používá se především u SIM karet do mobilních telefonů.

### Paměťové čipové karty

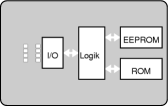
Blokové schéma paměťové čipové karty

Nejjednodušší čipové karty se skládají z jednoho paměťového zařízení, na které se může psát i číst, příkladem jsou telefonní karty. Prostřednictvím rozhraní je možné postupně přistupovat do jednotlivých paměťových buněk. Jednotlivé typy karet se liší podle zabezpečení přístupu. Data mohou být chráněna PIN kódem nebo heslem.

### Mikroprocesorové čipové karty
U těchto typů karet je možné přistoupit k datům jen přes zabudovaný mikroprocesor. Není žádný jiný způsob, jak přistoupit k datové oblasti. Vložený mikroprocesor umožňuje také chránit data na kartě pomocí kryptografických metod před neoprávněným přístupem. Dále je možné u těchto typů karet spouštět programy specifické pro danou aplikaci. Tyto karty nabízejí mnoho výhod ve srovnání s paměťovými kartami, proto se používají u bankovních karet nebo u SIM karet. Často také obsahují podpisový klíč, který slouží jako přístupová karta (například u pay-TV nebo jiných služeb s podmíněným přístupem). Paměťové čipové karty mohou sloužit jako bezpečné ukládání informací nebo klíčů, ale také nabízí celou řadu bezpečnostních služeb, jako je autentizace, šifrování, digitální podpis, které mohou být použity v důvěryhodném prostředí.
Kromě symetrické kryptografie (AES, DES) obsahují karty asymetrické šifrování (RSA), algoritmy PKI, hardwarové generátory náhodných čísel, lepší ochranu před fyzickým útokem. Typicky pracují pod operačním systémem (např. JCOP nebo Multos).

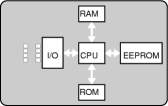
Blokové schéma mikroprocesorové čipové karty

- CPU (Central Processing Unit): procesor, obvykle 8bitový s frekvencí 5 MHz a napájením 5 voltů.

- ROM (Read-Only Memory): paměť (velikost obvykle mezi 12 a 30 KB) v které je uložen operační systém, komunikační protokoly a algoritmy pro komunikaci. Tuto paměť nelze přepsat a inicializuje se v průběhu výrobního procesu.

- EEPROM paměť (odpovídá pevnému disku v počítači), zde se zaznamenávají údaje aplikací na kartě a bezpečnostní klíče. Přístup k této paměti je chráněno na několika úrovních operačního systému karty.

- RAM(Random Access Memory): volatile paměť, operativní paměť karty která bez napájení ztrácí obsah